# Czech Social Awards
Czech Social Awards (dříve Czech Blog Awards, Bloger roku a Blogerka roku) je anketa, která uděluje ocenění pro českou internetovou komunitu na sociálních sítí. Blogery, blogerky a influencery nominují fanoušci, kteří pro ně následně také hlasují a přímo rozhodují o vítězích ankety. Ocenění se udělovala k roku 2017 v kategoriích bloger, blogerka, video bloger, video blogerka, Cosmo objev, Instagram roku a Ynspirology Award. Od roku 2018 došlo k přejmenování na Czech Social Awards a přibyly nové kategorie Go Global, Fun & Entertainment, Inspiration & Influence, Social Impact & Change a Fair Play.
Finálový večer Czech Blog Awards 2017 se vysílal živě na televizi Óčko a iDNES.cz.[zdroj?] Po celou dobu své existence podporuje anketa nadaci Dobrý Anděl.[zdroj?]

## Kategorie
Pro ženy jsou určeny následující kategorie:
- Video Blogerka roku
- Beauty Blogerka roku
- Fashion Blogerka roku
- Food Blogerka roku
- Life Blogerka roku

Pro muže jsou určeny následující kategorie:
- Video Bloger roku
- Bloger roku

Tyto kategorie jsou pro ženy i muže společné:
- Instagram roku (od roku 2017)
- Cosmo objev
- Ynspirology Award (od roku 2017)

## Výsledky

### Czech Blog Awards 2016
Kategorie žen
- Videoblogerka roku: Shopaholic Nicol[4]
- Life blogerka roku: The Natiness[4]
- Fashion blogerka roku: A Cup of Style[4]
- Food: My Cooking Diary[4]
- Beauty: Get the Louk[4]

Kategorie mužů
- Videobloger roku: Karel Kovář (Kovy)[4]

Muži a ženy
- Objev roku: Svět podle Katky
- Bloger roku: Deníček moderního fotra[4]

### Czech Blog Awards 2017
Místo konání: hotel Hilton Praha
Kategorie žen
- Video Blogerka roku – Anna Šulcová
- Beauty Blogerka roku – Petra Vančurová (Petra "lovelyhair" Vančurová)
- Fashion Blogerka roku – A Cup of Style
- Food Blogerka roku – My Cooking Diary
- Life Blogerka roku – Anie Songe

Kategorie mužů
- Video Bloger roku – Karel Kovář (Kovy)
- Bloger roku – Stěhujeme se na Bali

Muži a ženy
- Instagram roku – Nikol Štíbrová
- Cosmo objev – Za normální holky
- Ynspirology Award – Mr. Kriss

### Czech Social Awards 2018
V roce 2018 bylo oceněno několik osobností v deseti kategoriích, byly jimi:
- Cosmo objev: Dva tátové
- Inspiration & Influence: Shopaholic Nicol
- Fun & Entertainment: Tary
- Social Impact & Change: Kovy
- Fair Play: Kovy
- Bloger/ka roku: Markéta Frank
- Videobloger/ka roku: Anna Šulc
- Instagram roku: Anna Šulc
- Go Global CZ: Anna Šulc
- Go Global SK: LucyPug

### Czech Social Awards 2019
V roce 2019 bylo oceněno několik osobností v sedmi kategoriích, byly jimi:
- TelevizeSeznam.cz Video talent: A Cup of Style

- Cosmo Objev roku: Jakub Gulab
- Fair Play: Kovy
- Go Global: Jitka Nováčková
- Inspiration & Influence: Anna Šulc
- Fun & Entertainment: Bára Votíková
- Social Special Award: Kristína Němčková

### Czech Social Awards 2020
V roce 2020 bylo oceněno 12 osobností, jsou jimi:
- Richard a Karin Krajčovi,
- Ester a Josefina,
- Petr Ludwig,
- Anna Julie Slováčková,
- Karel Kovář alias Kovy,
- Petr Mára,
- Dominik Feri,
- Anna Šulcová,
- Jitka Nováčková,
- Anežka Chudlíková alias Not So Funny Any
- Roman Staša,
- Iva Pazderková.